# Cercosaura schreibersii
Cercosaura schreibersii là một loài thằn lằn trong họ Gymnophthalmidae. Loài này được Wiegmann mô tả khoa học đầu tiên năm 1834.